# Sapho (chanteuse)
Pour les articles homonymes, voir Sapho.
Sapho, pseudonyme de Danielle Ebguy, est une artiste franco-marocaine née le 10 janvier 1950 à Marrakech. Elle chante en français, arabe, anglais, espagnol, hébreu et écrit des romans et des recueils de poèmes ; elle donne des lectures de poésie.

## Biographie
Après une enfance au Maroc avec sa famille juive, Sapho quitte Marakech avec sa famille pour habiter à Lyon. Elle est scolarisée dans un pensionnat en Suisse. À 18 ans elle se rend à Paris. Hésitant entre le théâtre et le chant, elle suit les cours d'Antoine Vitez. Hervé Cristiani lui fait passer des auditions  au petit Conservatoire de Mireille, où elle crée un personnage de chanteuse québécoise, Bergamote. Elle enregistre quelques chansons avant de prendre le pseudonyme de Sapho, en référence à la poétesse Sappho.

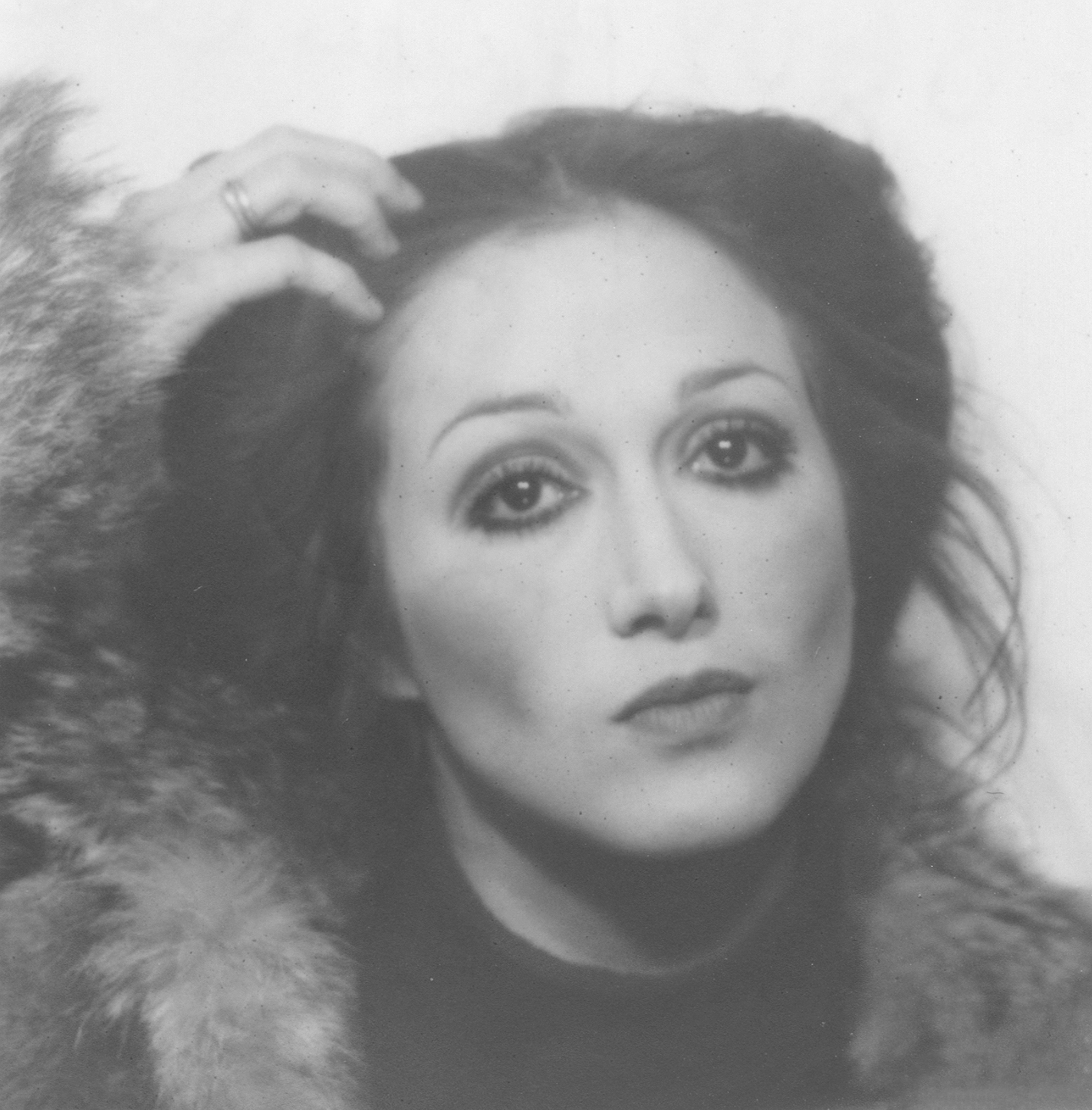
Sapho en 1974. Photo d'identité (Sacem).

Après un premier album sans titre en 1977, intitulé Le balayeur du Rex qu'elle reniera à cause d'une production trop « lisse » qui lui a été imposée, elle part à New York comme journaliste pour le magazine Actuel. Fascinée par la scène punk, elle fréquente la scène underground où elle se produit. Elle enregistre un deuxième album également sans titre pour marquer un « nouveau départ », plus rock, qui contient la chanson Janis (hommage à Janis Joplin, 1980) qui comme le suivant Le Paris stupide, ne rencontre pas le succès.
Le succès arrive avec le mini-album Passage d'Enfer et se prolonge avec Barbarie, caractérisés par une chanson française sophistiquée avec des influences nord-africaines (1984), et par des textes engagés comme Thatcher, ou typiques de la vie des « Branchés » du début des années 1980 (Rue de Lappe, Requins et mondains, Passage d'Enfer).
Durant cette période, Sapho fait partie de la première formation de La Bande à Basile (on l'entend entre autres dans La Chenille) et collabore avec le groupe Odeurs pour une reprise disco parodique de Dominique de Sœur Sourire. Elle se présente avec un visage fardé de blanc, et des mèches blanches hérissées sur la tête, coiffure qu'elle abandonne par la suite.
Le succès continue avec son album Passions, passons en 1985, et les tubes Carmel, Méthylène, Globo Night et Marrakech. Avec cet album sa musique s'ouvre aux influences judéo-arabes. Elle y rend hommage à Oum Kalsoum et Léo Ferré. Elle écrit et chante Maman, j'aime les voyous pour le film Rue du départ de Tony Gatlif. Elle se produit au Bataclan en 1986 et le concert fait l'objet d'une captation en disque.

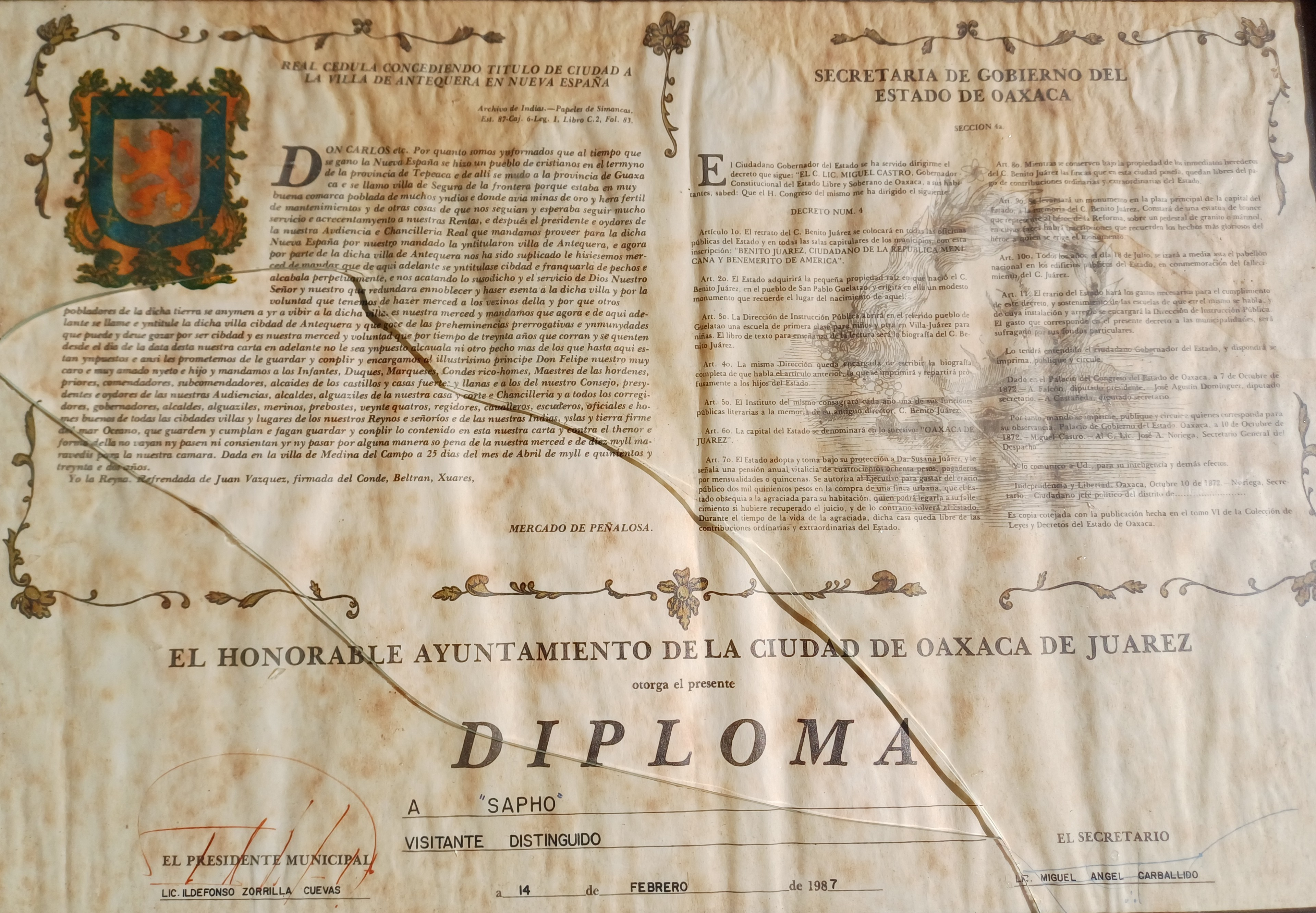
Diplôme délivré à Sapho le 14 février 1987 d'honorable visiteuse par la Ville d'Oaxaca au Mexique.

En 1987 Sapho publie le roman Ils préféraient la lune. Plusieurs voyages au Mexique inspire l'album El Sol y la Luna. Le 14 février 1987 Sapho reçoit un "diplôme" de "visiteuse honorable" de la part de la Ville d'Oaxaca au Mexique. Son passage à l'Olympia en 1988 est l'occasion de chanter avec des Gnaouas. Elle joue dans l'opéra de Michaël Levinas, La Conférence des oiseaux, et dans L'Opéra de quat'sous de Kurt Weill et Bertolt Brecht dans le rôle de Jenny.
En 1991, paraît l'album La Traversée du désir enregistré à Rabat, Berlin et Lille, qui contient sa reprise de Parlez-moi d'amour, d'une publicité pour Kenzo et Ala…, un poème de Mahmoud Darwich.
Sapho revient à la musique et aux sonorités arabes avec un spectacle de chansons d'Oum Kalsoum, El Atlal (Les Ruines), au théâtre de la Ville. Elle enregistre ce spectacle au Bataclan en 1994, et le chante à Jérusalem. L'album Jardin andalou (1996) avec Hugues de Courson explore la musique arabo-andalouse.
En 1997, elle reprend deux titres de cet album : Sois plus radical et Petit Démon, dans le suivant, Digital Sheikha, qui contient des chants traditionnels marocains de Sheikhates avec des arrangements électroniques techno et ambient de Bill Laswell. Au début de cette année, le 7 janvier, l'émission de France-Culture Nuits magnétiques produite par Catherine Soullard lui consacre un numéro, Au nom de Séléné.
L'album Orients, joué par un orchestre mixte de Nazareth naît d'un désir d'union entre Juifs et Arabes, Palestiniens et Israéliens. La chanteuse dédie un poème à Yasser Arafat, rencontré à Paris en mai 1989.
En 2005,  Sapho reprend des chansons de Léo Ferré avec un guitariste flamenco au théâtre Molière. Le 8 juin 2008, elle participe à un spectacle intitulé Voix des villes et voie des chants avec l'ensemble Faenza animé par Marco Horvat à Rethel (Ardennes). L'album Universelle (décembre 2008) associe musiques rock, reggae, arabo-andalouse et funky, avant sa rentrée parisienne.
2009 est une année faste pour l'artiste. À Londres, Ankara, Bahrein, Marrackech, elle chante avec un groupe composé de musiciens proches d'Alain Bashung. Par ailleurs, Sapho expose également des œuvres plastiques pendant un mois en automne à la galerie Claude Samuel. Simultanément, elle présente un spectacle aux Trois Baudets à Paris.
En septembre 2013, elle joue aux côtés du rappeur Disiz, du musicien Mehdi Haddab et du comédien Denis Lavant Les Amours vulnérables de Desdémone et Othello, pièce de Manuel Piolat Soleymat et Razerka Ben Sadia-Lavant, mise en scène par Razerka Ben Sadia-Lavant au théâtre Nanterre-Amandiers.

## Carrière littéraire

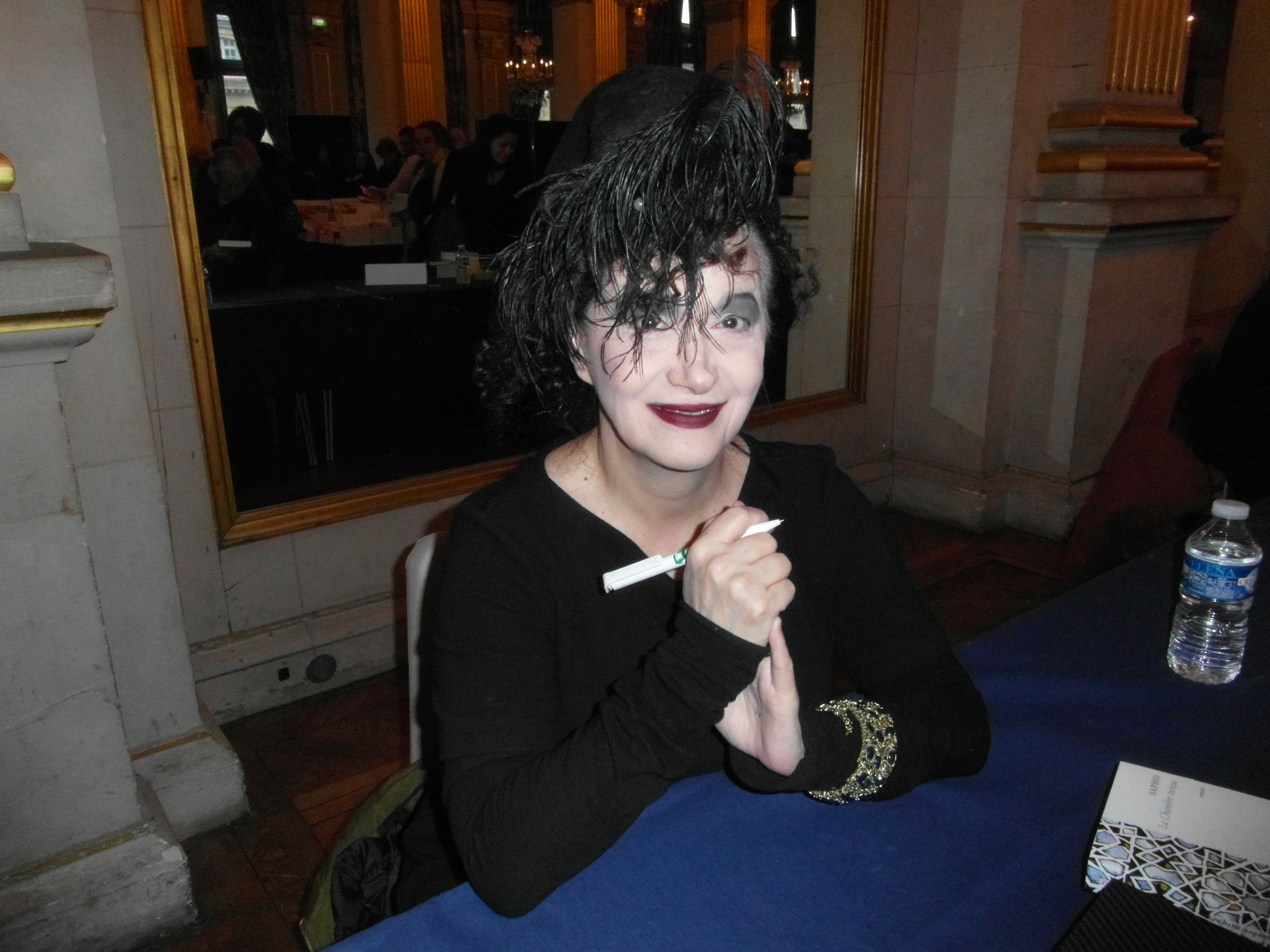
Sapho au 22e Maghreb des Livres, les 13 et 14 février 2016 à Paris.

Sapho publie un roman autobiographique, Douce violence en 1982, où elle indique : 

« Mon métier c'est la rage. Pourtant à six ans j'étais une femme calme. »

Son écriture est rythmée par la deqqa et l'histoire de la place Djema'a el-Fna et de ses ancêtres descendants d'anciens esclaves de Guinée gnaouas. Elle est très influencée par ses origines juives notamment dans sa volonté d'interpréter les textes, manifeste dans le roman Un mensonge, dont les protagonistes qui utilisent des mots identiques pour développer des phrases différentes sont démasqués en raison de cette pratique. Dans son livre Patio, opéra intime, S, elle décrit les différentes phases de la passion. Elle écrit en français, sa langue maternelle.
Dans son écriture on retrouve son engagement en faveur d'un monde sans frontières où les cultures arabes, chrétiennes et juives pourraient coexister sans entraves. En 2003, elle publie le manifeste Un très proche Orient, qui réunit diverses personnalités pour parler du conflit au Moyen-Orient. Ce manifeste est présenté à Bagdad et Nazareth avec l'orchestre de Nazareth lors de ses concerts.

## Musique

### Albums en studio
- 1977 : Premier album (dont le premier titre est Le balayeur du Rex)
- 1980 : Deuxième album (dont le premier titre est Janis)
- 1981 : Le Paris stupide
- 1982 : Passage d'enfer
- 1983 : Barbarie
- 1985 : Passions, passons
- 1987 : El sol y la luna
- 1991 : La Traversée du désir
- 1996 : Jardin andalou
- 1997 : Digital sheikha
- 1999 : La Route nue des hirondelles
- 2003 : Orients
- 2006 : Sapho chante Léo Ferré (Ferré Flamenco)
- 2008 : Universelle
- 2011 : Velours sous la terre
- 2018 : Sapho chante Barbara
- 2022 : Jalousie, amour, mort (J.A.M)

### Albums en concert
- 1987 : Sapho live au Bataclan
- 1994 : Sapho chante Oum Kalsoum - El atlal
- 2000 : Sapho Live

### 45 tours hors album
- 1975 : Comment j'm'habille (45 tours sous le nom Louise Bastien)
- 1987 : Duerme negrito, duo avec le chanteur argentin Jairo (Traditionnel / Texte adapté par Atahualpa Yupanqui)

### Textes lus
- 2000 : Sapho lit  Baudelaire,  Rilke, Lorca et « Monsieur Plume »
- 2000 : L'Iliade et l'Odyssée, coffret de 10 CD, avec Michael Lonsdale, Jean-Pierre Michael, Emmanuelle Galabru et Claude Lesko
- 2001 : Les Mille et Une Nuits lues par Sapho (2 coffrets de 3 CD)

### Compilations
- 1984 : Le train de Paris (Compilation de titres du deuxième album, Passage d'enfer et Barbarie, parue uniquement au Japon)
- 1985 : The Best (Autre compilation de titres du deuxième album, Passage d'enfer et Barbarie, parue uniquement au Japon)
- 1991 : Préférences (compilation regroupant Passage d'enfer & Barbarie)

### Participations
- 1977 Musique du film Les fougères bleues de Françoise Sagan.
- 1985 Maman j'aime les voyous, chanson thème du film Rue du départ de Tony Gatlif.
- 1996, 1997 : six chansons dans la collection Atlas Les Plus Belles Chansons (Quand les amants, La Femme d’Hector, Les Amants merveilleux, La Fille de Londres, Bal chez temporel, Mon pote le gitan)
- 1998 Insomnia sur l'album Dar Beida 04, paru sur le label  Barraka El Farnatshi.
- 2004 Agir Réagir (Jean-Jacques Goldman / Daniel Berthiaume), simple collectif produit par l'association Juste pour eux et le Secours populaire français, au profit des familles victimes du tremblement de terre de la région d'Al Hoceïma au Maroc ici.
- 2008 Citation du poème Roman sur l'album hommage à Arthur Rimbaud réalisé par le compositeur / joueur de didgeridoo Raphaël Didjaman sur le label Musical Tribal zik Records.
- 2009 Création des chansons de Gloria, pièce de Jacques Hansen d’après Boulevard du crépuscule de Billy Wilder.
- 2009 Les Feuilles mortes (Kosma / Prévert) sur l'album Le Retour... du compositeur et musicien de jazz, Rodolphe Raffalli.

## Ouvrages
- Aujourd'hui, journal au bord, poésie, Éditions Bruno Doucey, 2019
- La Chambre turque, roman, Le Castor Astral, 2015  (ISBN 979-1027800186).
- Blanc, Éditions Bruno Doucey, 2014  (ISBN 978-2-36229-072-5)
- Muleta, poèmes, La Différence, 2011  (ISBN 978-2-7291-1940-9)
- Guerre, Words y Plato, poèmes, La Différence, 2009  (ISBN 2729118470 et 978-2729118471).
- Juste avant de voir, poèmes, illustrations par Benjamin Levesque, Area, Paris, 2005  (ISBN 2352760208 et 978-2352760207).
- Le Livre des quatorze semaines, poèmes, La Différence, 2004  (ISBN 2729115056 et 978-2729115050).
- Un très proche Orient, manifeste, Joëlle Losfeld, 2001  (ISBN 2844120881).
- Beaucoup autour de rien, roman, Calmann-Lévy, 1999  (ISBN 270212982X et 978-2702129821).
- Un mensonge, roman, Balland, 1996  (ISBN 2715808011 et 978-2715808010).
- Patio, opéra intime, roman, Stock, 1995  (ISBN 2234044359 et 978-2234044357).
- Ils préféraient la lune, roman, Balland, 1987  (ISBN 2715806248 et 978-2715806245).
- Sous la coupole, illustrations, Ultramarine, 1985  (ISBN 2905779020 et 978-2905779021).
- Douce violence, roman, Ramsay, 1982  (ISBN 2859562575 et 978-2859562571).